# Dino Pita
Dino Pita (ur. 20 września 1988 w Fočy) – bośniacki koszykarz, występujący na pozycji rzucającego obrońcy, posiadający także szwedzkie obywatelstwo, obecnie zawodnik Södertälje.
4 stycznia 2017 został zawodnikiem Miasta Szkła Krosna.

## Osiągnięcia
Stan na 5 listopada 2019, na podstawie, o ile nie zaznaczono inaczej.
Drużynowe
- Mistrz:
  - Szwecji (2013, 2016)
  - II ligi szwedzkiej (BasketEttan – 2007)
- Wicemistrz Szwecji (2012)
- Zdobywca Pucharu Słowacji (2019)
- Finalista Pucharu Belgii (2015)
- Uczestnik rozgrywek:
  - EuroChallenge (2012/13)
  - Pucharu Europy FIBA (2015/16)

Indywidualne
- Uczestnik meczu gwiazd ligi szwedzkiej (2011)
- Zaliczony przez eurobasket.com do:
  - I składu graczy krajowych ligi szwedzkiej (2012)
  - II składu II ligi szwedzkiej (2007)

Reprezentacja
- Brązowy medalista mistrzostw Europy U–20 dywizji B (2008)
- Uczestnik:
  - Eurobasketu (2013 – 13. miejsce)
  - kwalifikacji do Eurobasketu (2012, 2014, 2016)
  - mistrzostw Europy U–20 dywizji B (2007, 2008)